# Michael Wright (attore)
Michael Wright (New York, 30 aprile 1956) è un attore e doppiatore statunitense.

## Biografia
Attore statunitense afroamericano, si è fatto conoscere principalmente col ruolo di Eddie King Jr. nel remake del film "The Five Heartbeats". In Italia l'abbiamo potuto vedere nella serie televisiva carceraria Oz nel ruolo di Omar White.
È stato sposato dal 1994 al 2000 con Mitzie Lau.

## Filmografia parziale

### Cinema
- The Wanderers - I nuovi guerrieri (The Wanderers), regia di Philip Kaufman (1979)
- Streamers, regia di Robert Altman (1983)
- The Principal - Una classe violenta (The Principal), regia di Christopher Cain (1987)
- Bedtime Eyes, regia di Tatsumi Kumashiro (1987)
- The Five Heartbeats, regia di Robert Townsend (1991)
- Scacco al re nero (Sugar Hill), regia di Leon Ichaso (1994)
- L'ultimo contratto (Grosse Pointe Blank), regia di George Armitage (1997)
- Traffico di diamanti (Money Talks), regia di Brett Ratner (1997)
- Point Blank - Appuntamento con la morte (Point Blank), regia di Matt Earl Beesley (1998)
- The Interpreter, regia di Sydney Pollack (2005)
- The Gift, regia di J. Jesses Smith (2010)

### Televisione
- V - Visitors (V) – miniserie TV, 2 episodi (1983)
- V - Visitors (V: The Final Battle) – miniserie TV, 3 episodi (1984)
- Visitors (V) – miniserie TV (1985)
- Miami Vice – serie TV, episodio 3x15 (1987)
- Private Times, regia di Stan Lathan – film TV (1991)
- New York Undercover – serie TV, episodio 2x17 (1996)
- Oz – serie TV, 22 episodi (2001-2003)
- Rel – serie TV, episodio 1x03 (2018)
- Black Lightning – serie TV, 2 episodi (2019)
- Transitions – serie TV, episodio 1x01 (2019)

## Doppiatori italiani
Nelle versioni in italiano delle opere in cui ha recitato, Michael Wright è stato doppiato da:
- Francesco Prando in V - Visitors (1983), V - Visitors (1984), The Principal - Una classe violenta
- Luigi Ferraro in Oz
- Mario Cordova in Miami Vice
- Pasquale Anselmo in Scacco al re nero
- Sergio Di Giulio in Visitors
- Stefano Mondini in Traffico di diamanti